# Gnophomyia maculipleura
Gnophomyia maculipleura är en tvåvingeart som beskrevs av Edwards 1916. Gnophomyia maculipleura ingår i släktet Gnophomyia och familjen småharkrankar. Inga underarter finns listade i Catalogue of Life.